# 大石竜輔
大石 竜輔（おおいし りゅうすけ、1987年1月3日 - ）は、日本の打楽器奏者、YouTuber。アラブタンバリン（レク）の奏者として「ガチタンバリン奏者」を名乗り、愛称・略称はガチタン。

## 人物
静岡県にて誕生。身長は176cm、血液型はA型。

## 来歴
9歳のころからドラムセットの演奏を始める。幼稚園から小学3年生頃までエレクトーンも習っていた。藤枝明誠高等学校卒業後、ヤマハ音楽院ドラム科にてドラムセットを学ぶ。レクを和田啓に師事。

## 出演、活動
- 楽器店大賞2021特別部門大賞受賞[3]。
- テレビ朝日系『報道ステーション』4代目テーマ曲「Brave」にアラブタンバリンで参加[4]。
- 南郷サマージャズフェスティバル2018 出演[5]。
- 大秋山会2018 出演。
- Drum A 2019 出演。
- アースセレブレーション2019 出演。
- CBCテレビ『本能Z』出演。
- 香取慎吾YouTubeチャンネルに出演。
- NHK Eテレ『天才てれびくんhello,』出演。
- TVアニメ『月が導く異世界道中』劇伴参加。
- フジテレビ系ドラマ『コンフィデンスマンJP』 英雄編劇伴参加。
- 2020年7月31日、『2020年 下半期 全国バンド図鑑』vol.11号 掲載
- 2024年3月11日、テレビ朝日系『激レアさんを連れてきた。』出演

## 交友関係
- ゆゆうた
- さくらのーと
- カニササレアヤコ